# Der blaue Engel
Der blaue Engel is een Duitse zwart-wit speelfilm uit 1930, geregisseerd door Josef von Sternberg.
Het scenario is gebaseerd op de roman Professor Unrat oder Das Ende eines Tyrannen (1905) van Heinrich Mann. Hoofdrolspeelster Marlene Dietrich zingt in deze film haar bekendste lied: Ich bin von Kopf bis Fuss auf Liebe eingestellt, und sonst... gar nichts.
De film, gemaakt toen de Duitse cinema toonaangevend was in de wereld, geldt als een klassieker. Het was de eerste Duitse lange speelfilm waarin gesproken werd en betekende de internationale doorbraak voor Marlene Dietrich.

## Verhaal
De vrijgezelle leraar Immanuel Rath hoort dat zijn pupillen vaak naar de nachtclub 'Der blaue Engel' gaan om naar zangeres Lola Lola (Marlene Dietrich) te kijken. Hij gaat zelf op onderzoek uit en raakt helemaal in haar ban. Hij neemt ontslag als leraar om Lola Lola te kunnen volgen, trouwt met haar, en wordt clown om de kost te verdienen. Maar Lola heeft een ander op het oog, de sterke man Mazeppa. Als het variétégezelschap van Lola optreedt in het stadje waar Rath eens leraar was, en hij moet optreden terwijl ook nog eens Lola in de zaal met Mazeppo in de weer is, is de ellende en vernedering compleet. Hij vertrekt en gaat naar zijn oude klaslokaal, waar hij sterft.

## Achtergrond
De film werd zowel in het Duits als in het Engels opgenomen. De Duitse versie wordt als de betere beschouwd, aangezien de cast moeite had met het Engels.
De werkelijkheid vertoont een cynische parallel met de film. Terwijl de filmcarrière voor Marlene Dietrich tot grote hoogte steeg, raakte die van hoofdrolspeler Emil Jannings in verval. Tijdens de productie van de film werd hij nog gezien als de belangrijkste ster. Net als in de film was Jannings de gevierde man, maar na de film was Dietrich veel populairder. Omdat Jannings stem niet goed bruikbaar was voor de geluidsfilm werd hij nadien steeds minder gevraagd.

## Extra
- De Nederlandse acteur Roland Varno heeft een bijrol als de student Lohmann.
- De film en Marlene Dietrich zijn verwerkt in een Nederlandstalige thriller In de schaduw van Marlene Dietrich van Marianne Vogel (2014).
- In 1959 kwam The Blue Angel, een Amerikaanse remake door Edward Dmytryk, in de bioscoop.

## Rolverdeling
| Acteur                 | Personage                       |
| ---------------------- | ------------------------------- |
| Emil Jannings          | professor Immanuel Rath         |
| Marlene Dietrich       | Lola Lola                       |
| Kurt Gerron            | goochelaar Kiepert              |
| Rosa Valetti           | Guste (vrouw van de goochelaar) |
| Hans Albers            | Mazeppa (de sterke man)         |
| Reinhold Bernt         | clown                           |
| Eduard von Winterstein | directeur van de school         |